# Flora Fabbri
Flora Fabbri (Firenze, ... – ...; fl. XIX secolo) è stata una ballerina italiana, fu tra le più note interpreti del balletto romantico, giudicata di talento non inferiore a quello delle più celebri della sua epoca..

## Biografia
Nacque a Firenze in una nobile famiglia da Giovanni, coreografo e da Adele Fallani; la data della sua nascita è ignota, ma certo avvenne entro il primo quarto del secolo XIX. All'età di cinque anni fu affidata alla danzatrice Ada Torelli affinché le insegnasse i primi passi della sua arte. L'anno seguente fu mandata alla "Imperial Regia Accademia di danza" allocata presso il «Teatro alla Scala di Milano» dove diventò una delle sei allieve predilette dal noto maestro di danza Carlo Blasis, che egli chiamava celiando, ma non troppo, le "Pleiadi".
Iniziò la carriera intorno al 1837, con ruoli di "mezzo carattere", in balletti con coreografie del padre; al «Teatro Apollo» di Roma nella stagione di carnevale 1837-1838, dove prese parte ai balletti "Oreste" e "I quattro caratteri" di autore ignoto. Si fece positivamente notare poi al «Teatro Sociale» di Lugano nel balletto “L’avarizia punita” di Vincenzo Soffra.
 La sua prima vera sortita però la fece nella stagione di carnevale-quaresima, cioè dal 30 novembre 1839 al febbraio 1840, al «Teatro La Fenice di Venezia», nel balletto “Adelaide regina dei Longobardi” del ballerino e coreografo Emanuele Viotti.  In questo spettacolo a Flora Fabbri era stata assegnata la parte di "prima ballerina per accompagnare il terzetto"  ma, venendo a mancare la titolare prima ballerina Adelaide O'Bryan, l’incarico di sostituirla fu affidato a lei. Riscosse grandi consensi dalla critica che sottolineò, in particolare, «...il suo balzo straordinario, la sua gran leggerezza di punte e la sua non comune felicità di piroettare...» come scrisse il critico de "Il Pirata", Giornale di Letteratura, belle Arti, Mestieri etc., il 3 gennaio 1840.
 In quella occasione Flora conobbe il ballerino e coreografo Luigi Bretin,  che era infatti il primo ballerino in quell’azione scenica e con il quale quindi danzò.  I due si sposarono poco tempo dopo e fecero coppia fissa lungo quasi tutta la loro carriera.

Tornò alla «Fenice di Venezia» nel ballo "I figli del conte Olival" di autore ignoto e, nel giugno 1840, danzò alla Fiera di Padova nel balletto "Corso Donati" per la coreografia del padre. I suoi impegni nel 1841 furono molti e importanti: nel marzo danzò all'«Anfiteatro Mauroner» di Trieste in "Arianna e Bacco" e "La figlia del fattore", entrambi di Emanuele Viotti. In aprile fu a Reggio Emilia ne "L'orfana di Ginevra" di Domenico Ronzani; in autunno fu al «Teatro comunale»  di Bologna in "Malvina" e ne "I pescatori di Napoli" di Livio Morosini, ovunque ottenendo grandi elogi.
 La Fabbri rimase in Inghilterra lungo tutto il 1846, effettuando tournées a Brighton, Manchester, Liverpool, Birmingham, Bath, Bristol e Plymouth e tornando al «Drury Lane» di Londra in settembre con il balletto "The offspring of flowers", per la coreografia del Bretin. Nel febbraio 1847 tornò all' «Opéra» di Parigi ne "La jolie fille de Gand" di François Albert con Marius Petipa e ballò in aprile anche al «Théatre des Vaudeville» ne L' "Otello", in  "Furet e Ozay" di Jean Coralli, tornando all' «Opéra» nei divertissement della prima rappresentazione della Jérusalem di Giuseppe Verdi.
 Il 6 settembre 1847 la coppia Bretin-Fabbri danzò al «Teatro La Fenice»  ne "Il diavolo a quattro ossia la villanella gran dama" e il 24 dello stesso mese si esibì ne "La figlia dei fiori", ballo romantico in tre atti, composto e diretto dallo stesso Luigi Bretin.
  
Nel marzo 1848 debuttò al «Covent Garden» di Londra ne "La reine des feux follets", danzando ancora in "Follette" e ne "Le diable à quatre", in cui fu perfino giudicata superiore a Carlotta Grisi.
 
Poco dopo fu di nuovo a Parigi, dove nel giugno 1848 ballò nella "Silphide" di Filippo Taglioni, nello stesso allestimento ideato anni prima per Maria Taglioni, dimostrando di non essere inferiore alla sua collega che da anni regnava incontrastata su quelle scene e in quel ruolo. Alla fine dell'anno era al teatro »Regio di Torino» ne "Il proscritto della Polonia" di Antonio Monticini e poi ne "La figlia dei fiori".
  Dal 1849 al 1851 rimase in Francia e in Belgio, apparendo in balletti del suo repertorio (cui aggiunse "La Peri", "I cinque sensi", "Paquita", "Griselda" e "Zerlina" di Marius Petipa e ancora nel ruolo della Gloria nel balletto "Les nations" di Joseph Mazilier. Il 1852 la vide fino a luglio impegnata sui palcoscenici di Amburgo, Lipsia e Königsberg, mentre dall'autunno dello stesso anno fino al maggio del 1853 ballò nei principali teatri spagnoli, in particolare al «Teatro Oriente»  di Madrid, dove si esibì nella "Giselle" di Jules Perrot e Jean Coralli alla presenza della famiglia reale.

Le notizie relative all'attività della Fabbri dopo il 1853 si fanno sempre più rare; si sa che nel 1857 danzava ancora a Parigi, al «Théatre de la Porte-de-St-Martin», in "Idalia, ou la fleur inconnue" di Giuseppe Scaramelli, e che si ritirò dalle scene verso il 1860, trascorrendo il resto della sua vita a Robella, in provincia di Asti. Resta purtroppo ignota anche la data della sua morte, ma questa deve essere avvenuta dopo il marzo 1883 in quanto, in questa data, il pittore Guglielmo Fenbach completava un quadro dipinto ad olio di notevoli dimensioni (cm.132,5 x 222) raffigurante i coniugi Luigi Bretin e Flora Fabbri ritratti nel cortile dell' “Ospedale Ca'Granda” ora Policlinico di Milano. I coniugi infatti erano latori di una cospicua donazione a favore dell'ente ospedaliero.

### Annotazioni
1. ↑  il cui padre, Alessandro, era stato a sua volta coreografo di successo.
2. ↑  "Mezzo carattere", o caratterista, è il ruolo dell'attore [qui ballerino] che impersona figure non di primo piano, ma a tratti più marcati, di quelle assegnate ai generici.

### Fonti
1. 1 2 3 4 5 6 7 8 9 10   Roberto Staccioli, Flora Fabbri, in Dizionario biografico degli italiani, vol. 43, Roma, Istituto dell'Enciclopedia Italiana, 1993. URL consultato il 10/03/2024.
2. ↑   caratterista, in Enciclopedia Italiana, Roma, Istituto dell'Enciclopedia Italiana. URL consultato l'11/3/2024.
3. ↑   Flora Fabbri, su Archivio Storico La Fenice. URL consultato il 10/3/2024.
4. ↑   Adelaide regina dei Longobardi, su Google Books. URL consultato il 10/2/2024.
5. ↑   la coppia Bretin-Fabbri, su La Fenice di Venezia - Archivio Storico. URL consultato il 14.3.24.
6. ↑   I Coniugi Bretin - Fabbri, su lombardiabeniculturali. URL consultato il 15/3/24.